# فلیکس سانچس
فلیکس سانچس باس (به اسپانیایی: Félix Sánchez Bas) (زاده ۱۳ دسامبر ۱۹۷۵) مربی فوتبال اهل اسپانیا است. وی هم‌اکنون سرمربی باشگاه ورزشی السد قطر را برعهده دارد.
او بیشتر دوران حرفه ای خود را در قطر گذرانده است، ابتدا در تیم‌های ملی جوانان قطر تا زمانی که در سال ۲۰۱۷ به تیم ملی بزرگسالان قطر منصوب شد. تیم او برای اولین بار قهرمان جام ملت‌های آسیا ۲۰۱۹ شد و در جام طلایی کونکاکاف ۲۰۲۱ به مقام چهارمی و در جام عرب ۲۰۲۱ به مقام سومی رسید.

## عملکرد مربیگری

### رده‌های پایه
سانچس مربی جوانان باشگاه فوتبال بارسلونا در سال ۲۰۰۶ به قطر نقل مکان کرد و به آکادمی اسپایر پیوست.
او در سال ۲۰۱۳ به عنوان مربی تیم زیر ۱۹ سال قطر منصوب شد و سال بعد قهرمان مسابقات قهرمانی آسیا شد.

### تیم ملی فوتبال قطر
در ۳ ژوئیه ۲۰۱۷، پس از یک دوره بازی در تیم‌های زیر ۲۰ و تیم‌های زیر ۲۳ سال، سانچس جایگزین خورخه فوساتی در راس تیم بزرگسالان شد. در اولین بازی خود در ۱۶ اوت، او در یک بازی دوستانه ۱–۰ مقابل آندورا پیروز شد. این تیم سال را بدون جواز حضور در جام جهانی ۲۰۱۸ به پایان رساند و از مرحله گروهی بیست و سومین دوره جام خلیج فارس حذف شد.
سانچس قطر را به عنوان قهرمانی جام ملت‌های آسیا برای اولین بار در مسابقات جام ملت‌های آسیا در سال ۲۰۱۹ هدایت کرد، با پیروزی در هر سه بازی گروهی و بازی‌های مرحله حذفی از جمله پیروزی ۳–۱ مقابل ژاپن در فینال، او با ۱۹ بار گلزنی و تنها یک بار گل خورده آن هم در فینال بهترین خط حمله و بهترین خط دفاع جام ملت‌های آسیا ۲۰۱۹ را از آن تیم خود کرد. در ماه مه همان سال، او قرارداد جدیدی تا پایان جام جهانی ۲۰۲۲ به میزبانی قطر امضا کرد. هفته‌ها بعد، این تیم به کوپا آمریکا ۲۰۱۹ در برزیل دعوت شد و در گروه حذف شد. در ماه دسامبر، در بیست و چهارمین دوره جام ملت‌های خلیج ۲۰۱۹ در زمین خود، این تیم را به مرحله نیمه نهایی رساند.
قطر همچنین به جام طلایی کونکاکاف ۲۰۲۱ در ایالات متحده آمریکا دعوت شد، جایی که میزبان آنها را ۱–۰ در مرحله نیمه نهایی حذف کرد. در پایان سال، تیم او به مرحله نیمه نهایی جام عرب ۲۰۲۱ به میزبانی قطر راه یافت، و در نهایت به مقام سوم بسنده کرد. در جام جهانی ۲۰۲۲ که به میزبانی قطر برگزار شد، وی عملکرد خوبی به عنوان تیم میزبان نداشت و در تمامی دیدارهای خود در گروه A شکست خورد تا بدترین میزبان تاریخ این رقابت‌ها شود. قرارداد او با قطر در ۳۱ دسامبر همان سال به پایان رسید و تمدید نشد تا کارلوس کی روش جایگزین وی شود.

### تیم ملی فوتبال اکوادور
در ۱۱ مارس ۲۰۲۳، در حالی که سانچس علاوه بر اکوادور از ایران هم پیشنهاد داشت اما به دلیل عدم توافق طرفین به سرانجام نرسید تا در نهایت فدراسیون فوتبال اکوادور انتصاب سانچس را به عنوان سرمربی جدید تیم ملی فوتبال اکوادور از طریق شبکه‌های اجتماعی خود اعلام کرد.

## افتخارات

### به عنوان مربی
زیر ۱۹ سال قطر
- مسابقات فوتبال زیر ۱۹ سال آسیا: ۲۰۱۴

زیر ۲۳ سال قطر
- مسابقات فوتبال زیر ۲۳ سال آسیا: ۲۰۱۸ (سوم)

قطر
- جام ملت‌های آسیا: ۲۰۱۹
- جام طلایی کونکاکاف: ۲۰۲۱ (چهارم)
- جام عرب: ۲۰۲۱ (سوم)

## آمار مربیگری
تا تاریخ مسابقه بازی شده ۲۰ فوریه ۲۰۲۰
| تیم            | کشور    | از            | تا             | رکورد | رکورد | رکورد | رکورد | رکورد   |
| تیم            | کشور    | از            | تا             | G     | W     | D     | L     | پیروز % |
| -------------- | ------- | ------------- | -------------- | ----- | ----- | ----- | ----- | ------- |
| زیر ۱۹ سال قطر | قطر     | ۱ ژوئیه ۲۰۱۳  | ۳۰ ژوئن ۲۰۱۵   | ۱۰    | ۹     | ۱     | ۰     | ۰۹۰     |
| زیر ۲۰ سال قطر | قطر     | ۱ ژانویه ۲۰۱۴ | ۲ ژوئیه ۲۰۱۷   | ۱۲    | ۲     | ۲     | ۸     | ۰۱۷     |
| زیر ۲۳ سال قطر | قطر     | ۳ ژوئیه ۲۰۱۷  | ۲۸ دسامبر ۲۰۲۰ | ۳۲    | ۱۰    | ۹     | ۱۳    | ۰۳۱     |
| قطر            | قطر     | ۳ ژوئیه ۲۰۱۷  | ۳۱ دسامبر ۲۰۲۲ | ۸۹    | ۴۶    | ۱۶    | ۲۷    | ۰۵۲     |
| اکوادور        | اکوادور | ۱۱ مارس ۲۰۲۳  | ۵ ژوئیه ۲۰۲۴   | ۱۹    | ۱۰    | ۴     | ۵     | ۰۵۳     |
| السد           | قطر     | ۲۳ ژوئیه ۲۰۲۴ | تاکنون         | ۲۵    | ۱۳    | ۴     | ۸     | ۰۵۲     |
| مجموع          | مجموع   | مجموع         | مجموع          | ۱۸۷   | ۹۰    | ۳۶    | ۶۱    | ۰۴۸     |